# Glory (album, Britney Spears)
Glory je deváté studiové album americké zpěvačky Britney Spears. Vydáno bylo 26. srpna roku 2016 (vydavatelství RCA Records). První singl z alba „Make Me…“, na němž se podílel G-Eazy, byl představen již 15. července 2016. Album rovněž vyjde ve speciální verzi, která bude doplněna o pět dalších písní.

## Seznam skladeb
1. „Invitation“ – 3:19
2. „Make Me…“ – 3:51
3. „Private Show“ – 3:54
4. „Man on the Moon“ – 3:46
5. „Just Luv Me“ – 4:01
6. „Clumsy“ – 3:02
7. „Do You Wanna Come Over?“ – 3:22
8. „Slumber Party“ – 3:34
9. „Just Like Me“ – 2:44
10. „Love Me Down“ – 3:18
11. „Hard to Forget Ya“ – 3:30
12. „What You Need“ – 3:07